# Campeonato Mundial de Atletismo de 2007 - 50 km marcha atlética masculina
A marcha atlética masculina de 50 km no Campeonato Mundial de Atletismo de 2007 foi realizada nas ruas de Osaka, no Japão, no dia 1 de setembro de 2007.

## Recordes
Antes desta competição, os recordes mundiais e do campeonato nesta prova eram os seguintes:
| Tipo                  | Atleta              | Tempo    | Local   | Data                  |
| --------------------- | ------------------- | -------- | ------- | --------------------- |
|                       | Nathan Deakes       | 3:35.:47 | Geelong | 2 de dezembro de 2006 |
| Recorde do campeonato | Robert Korzeniowski | 3:36:03  | Paris   | 27 de agosto de 2003  |

## Medalhistas
| Ouro                | Prata             | Bronze              |
| Nathan Deakes (AUS) | Yohan Diniz (FRA) | Alex Schwazer (ITA) |

## Calendário
Todos os horários estão no horário local (UTC+9)
| Data          | Horário | Fase  |
| ------------- | ------- | ----- |
| 1 de setembro | 07:00   | Final |

## Resultados
A final ocorreu dia 1 de setembro às 07:00.
| Pos.              | Atleta                    | Nacionalidade  | Tempo   | Notas                |
| ----------------- | ------------------------- | -------------- | ------- | -------------------- |
| Medalha de ouro   | Nathan Deakes             | Austrália      | 3:43:53 | Recorde da temporada |
| Medalha de prata  | Yohan Diniz               | França         | 3:44:22 | Recorde da temporada |
| Medalha de bronze | Alex Schwazer             | Itália         | 3:44:38 |                      |
| 4                 | Denis Nizhegorodov        | Rússia         | 3:46:57 |                      |
| 5                 | Erik Tysse                | Noruega        | 3:51:52 | Recorde pessoal      |
| 6                 | Mikel Odriozola           | Espanha        | 3:55:19 | Recorde da temporada |
| 7                 | Sun Chao                  | China          | 3:55:43 |                      |
| 8                 | Trond Nymark              | Noruega        | 3:57:22 |                      |
| 9                 | Horacio Nava              | México         | 3:58:17 |                      |
| 10                | Jarkko Kinnunen           | Finlândia      | 3:58:22 | Recorde da temporada |
| 11                | Antti Kempas              | Finlândia      | 3:59:34 |                      |
| 12                | Donatas Škarnulis         | Lituânia       | 3:59:48 |                      |
| 13                | Eddy Riva                 | França         | 4:00:44 |                      |
| 14                | David Boulanger           | França         | 4:01:30 |                      |
| 15                | António Pereira           | Portugal       | 4:02:09 |                      |
| 16                | Ken Akashi                | Japão          | 4:02:31 |                      |
| 17                | Yusuke Yachi              | Japão          | 4:05:21 |                      |
| 18                | Diego Cafagna             | Itália         | 4:06:03 |                      |
| 19                | Tim Berrett               | Canadá         | 4:06:47 |                      |
| 20                | Jesús Sánchez             | México         | 4:07:14 |                      |
| 21                | Grzegorz Sudoł            | Polónia        | 4:07:48 | Recorde da temporada |
| 22                | Miloš Bátovský            | Eslováquia     | 4:08:22 |                      |
| 23                | Nenad Filipović           | Sérvia         | 4:12:11 |                      |
| 24                | Chris Erickson            | Austrália      | 4:13:00 |                      |
| 25                | Konstadinos Stefanopoulos | Grécia         | 4:14:22 |                      |
| 26                | Augusto Cardoso           | Portugal       | 4:14:38 |                      |
| 27                | Jorge Costa               | Portugal       | 4:16:05 |                      |
| 28                | Igors Kazakēvičs          | Letônia        | 4:19:43 |                      |
| 29                | Andrei Stepanchuk         | Bielorrússia   | 4:23:30 |                      |
| 30                | Rafał Fedaczyński         | Polónia        | 4:24:51 |                      |
| 31                | Kevin Eastler             | Estados Unidos | 4:31:52 |                      |
| —                 | Colin Griffin             | Irlanda        | DSQ     |                      |
| —                 | Andreas Gustafsson        | Suécia         | DSQ     |                      |
| —                 | Fredrik Svensson          | Suécia         | DSQ     |                      |
| —                 | Omar Zepeda               | México         | DSQ     |                      |
| —                 | Zoltán Czukor             | Hungria        | DSQ     |                      |
| —                 | Jesús Angel García        | Espanha        | DSQ     |                      |
| —                 | Duane Cousins             | Austrália      | DSQ     |                      |
| —                 | Yu Chaohong               | China          | DSQ     |                      |
| —                 | Zhao Chengliang           | China          | DSQ     |                      |
| —                 | Ingus Janevics            | Letônia        | DNF     |                      |
| —                 | Vitaliy Talankou          | Bielorrússia   | DNF     |                      |
| —                 | Anton Kucmin              | Eslováquia     | DNF     |                      |
| —                 | Fredy Hernández           | Colômbia       | DNF     |                      |
| —                 | Santiago Pérez            | Espanha        | DNF     |                      |
| —                 | Aleksey Voyevodin         | Rússia         | DNF     |                      |
| —                 | Peter Korčok              | Eslováquia     | DNF     |                      |
| —                 | Yuki Yamazaki             | Japão          | DNF     |                      |
| —                 | Kamil Kalka               | Polónia        | DNF     |                      |
| —                 | Marco De Luca             | Itália         | DNF     |                      |
| —                 | Vladimir Kanaykin         | Rússia         | DNF     |                      |
| —                 | Sergey Kirdyapkin         | Rússia         | DNF     |                      |
| —                 | Tony Sargisson            | Nova Zelândia  | DNF     |                      |
| —                 | Jamie Costin              | Irlanda        | DNF     |                      |

Legenda
| Recorde mundial       | Recorde mundial (World record)               |                       | Recorde africano                      | Recorde africano (African) |                                           | Q | Classificado por posição (Qualified) |
| Recorde do campeonato | Recorde do campeonato (Championship record)  | Recorde da América    | Recorde da América (Americas)         | q                          | Classificado por melhor tempo (Qualified) |   |                                      |
| Melhor marca do ano   | Melhor marca do ano (World leading)          | Recorde asiático      | Recorde asiático (Asian)              | DNS                        | Não largou (Did not start)                |   |                                      |
| Recorde nacional      | Recorde nacional (National record)           | Recorde europeu       | Recorde europeu (European)            | DNF                        | Não terminou (Did not finish)             |   |                                      |
| Recorde pessoal       | Recorde pessoal do atleta (Personal best)    | Recorde da Oceania    | Recorde da Oceania (Oceania)          | DSQ / DQ                   | Desclassificado (Disqualified)            |   |                                      |
| Recorde da temporada  | Recorde da temporada do atleta (Season best) | Recorde sul-americano | Recorde sul-americano (South America) | NM                         | Sem marca (No mark)                       |   |                                      |